# Mike Murphy
Mike Murphy, född 15 januari 1989, är en kanadensisk professionell ishockeymålvakt som spelar för Carolina Hurricanes i NHL.
Han draftades i andra rundan i 2008 års draft av Carolina Hurricanes som 165:e spelare totalt.